# راجر رشید
 راجر رشید (انگلیسی: Roger Rasheed؛ زاده ۱۰ مارس ۱۹۶۹) یک تنیس‌باز اهل استرالیا است.